# لیگ قهرمانان کونکاکاف ۱۵–۲۰۱۴
لیگ قهرمانان کونکاکاف ۱۵–۲۰۱۴ (که رسماً به دلایل حمایت مالی از سال ۲۰۱۵ با نام لیگ قهرمانان کونکاکاف اسکوشیابانک ۱۵–۲۰۱۴ شناخته می‌شود) هفتمین دوره لیگ قهرمانان کونکاکاف با نام فعلی و به طور کلی پنجاهمین دوره از مسابقات برتر باشگاهی فوتبال بود که توسط کونکاکاف، نهاد حاکم منطقه‌ای آمریکای شمالی، آمریکای مرکزی و کارائیب برگزار شد. مونتری مدافع سه ساله عنوان قهرمانی بود، اما نتوانست از عنوان خود دفاع کند زیرا نتوانست به مسابقات راه پیدا کند.
در فینال، تیم مکزیکی آمریکا با نتیجه ۵–۳ تیم کانادایی مونترال ایمپکت را در مجموع دو بازی شکست داد و ششمین عنوان قهرمانی باشگاهی کونکاکاف (و اولین عنوان قهرمانی خود در دوران لیگ قهرمانان کونکاکاف) را به دست آورد و رکورد بیشترین عنوان قهرمانی باشگاهی کونکاکاف را با کروز آزول (که مدافع عنوان قهرمانی بود، اما در مرحله گروهی حذف شد) شریک شد. این فینال اولین باری بود که یک تیم کانادایی در آن شرکت می‌کرد. به عنوان برنده لیگ قهرمانان کونکاکاف ۱۵–۲۰۱۴، آمریکا حق نمایندگی کونکاکاف را در جام باشگاه‌های جهان ۲۰۱۵ به دست آورد.

## نحوه صلاحیت
۲۴ تیم در لیگ قهرمانان کونکاکاف ۱۰–۲۰۰۹ از مناطق آمریکای شمالی، آمریکای مرکزی و کارائیب شرکت کردند. ۹ تیم از آمریکای شمالی، ۱۲ تیم از آمریکای مرکزی و ۳ تیم از کارائیب بودند.
تیم‌ها در صورت نداشتن ورزشگاهی برای مسابقات که کونکاکاف مناسب می‌داند، محروم و جایگزین شوند. اگر باشگاهی نتواند استانداردهای ورزشگاه خانگی خود را رعایت کند، این باشگاه باید ورزشگاه مناسبی در کشور خود پیدا کند. اگر باشگاه مذکور نتواند امکانات کافی را فراهم کند، خطر جایگزین شدن را به دنبال دارد.

### آمریکای شمالی
در مجموع ۹ باشگاه از اتحادیه فوتبال آمریکای شمالی در لیگ قهرمانان شرکت کردند. به مکزیک و ایالات متحده چهار سهمیه، بیشتر از هر کشور در کونکاکاف، اختصاص یافت، در حالی که به کانادا یک سهمیه اعطا شد.
در مکزیک، برندگان فصل‌های آغازین و پایانی لیگ مکزیک در گلدان A در مرحله گروهی مسابقات جای می‌گیرند، در حالی که نایب قهرمانان فصل‌های آغازین و پایانی در گلدان B جای می‌گیرند.
برای ایالات متحده، سه سهمیه از چهار سهمیه آن از طریق فصل عادی لیگ برتر فوتبال (ام‌ال‌اس) و پلی آف اختصاص داده می‌شود، در حالی که رتبه چهارم به برنده جام داخلی، یعنی جام یو اس اوپن اختصاص دارد. برنده ساپورترز شیلد و جام ام‌ال‌اس (اگر مستقر در ایالات متحده باشد) در گلدان A قرار می‌گیرد. نایب قهرمان جام ام‌ال‌اس (اگر مستقر در ایالات متحده باشد) و برنده جام یو اس اوپن در گلدان B قرار می‌گیرند. اگر هر یک از سهمیه‌های بالا توسط یک تیم ام‌ال‌اس مستقر در کانادا گرفته شود، سهمیه لیگ قهرمانان به تیم مستقر در ایالات متحده با بهترین رکورد فصل عادی ام‌ال‌اس اختصاص داده می‌شود که نتوانسته است جواز حضور را کسب کند.
برای کانادا، برنده رقابت‌های جام داخلی، جام مسافران که در مسابقات قهرمانی کانادا شرکت کرده بود، تنها سهمیه کانادایی را در مسابقات در گلدان B کسب می‌کند.

### آمریکای مرکزی
۱۲ تیم از اتحادیه فوتبال آمریکای مرکزی به لیگ قهرمانان کونکاکاف راه پیدا می‌کنند. تخصیص سهمیه‌ها به شرح زیر است: دو تیم از کاستاریکا، هندوراس، گواتمالا، پاناما و السالوادور، و یک تیم از نیکاراگوئه و بلیز.
برای تیم‌های آمریکای مرکزی که از طریق فصل‌های تقسیم‌شده کار می‌کنند، از مجموع امتیازات دو تورنمنت در فصل استفاده می‌شود تا مشخص شود کدام تیم مقام برتر انجمن را کسب می‌کند. گلدان تیم‌ها به شرح زیر است:
- تیم‌های برتر لیگ‌های کاستاریکا، هندوراس، گواتمالا و پاناما در گلدان A قرار دارند.
- تیم برتر لیگ السالوادور و تیم‌های دوم از لیگ‌های کاستاریکا و هندوراس در گلدان B قرار دارند.
- تیم‌های دوم از لیگ‌های گواتمالا، پاناما و السالوادور و تنها نمایندگان لیگ‌های نیکاراگوئه و بلیز در گلدان C قرار می‌گیرند.

اگر یک یا چند باشگاه منع شود، با باشگاهی از دیگر انجمن‌های آمریکای مرکزی جایگزین می‌شود. تخصیص مجدد بر اساس نتایج مسابقات قبلی لیگ قهرمانان است.

### کارائیب
سه سهمیه در دور مقدماتی لیگ قهرمانان کونکاکاف به سه تیم برتر جام باشگاه‌های کارائیب، یک تورنمنت شبه قاره‌ای برای باشگاه‌های کشورهای اتحادیه فوتبال کارائیب اختصاص یافت. برای اینکه یک باشگاه کارائیب بتواند برای جام باشگاه‌های کارائیب واجد شرایط شود، باید به مقام قهرمان (یا در برخی موارد، نایب قهرمان) در لیگ برتر کشور مربوطه خود در فصل قبل به پایان برسد، اما تیم‌های حرفه‌ای نیز ممکن است توسط اتحادیه‌های خود انتخاب شوند اگر در لیگ کشور دیگری بازی کنند.
اگر هر یک از باشگاه‌های کارائیب محروم شود، با تیم چهارم جام باشگاه‌های کارائیب جایگزین می‌شود.

## تیم‌ها
تیم‌های زیر به مسابقات راه یافتند.
در جدول زیر، تعداد بازی‌ها، آخرین حضور و بهترین نتیجه قبلی فقط مربوط به دوره لیگ قهرمانان کونکاکاف از فصل ۰۹–۲۰۰۸ می‌شود (بدون احتساب بازی‌های دوره جام قهرمانان از ۱۹۶۲ تا ۲۰۰۸).
| انجمن                  | تیم                   | گلدان                 | نحوه راه‌یابی                                          | حضور                  | آخرین حضور            | بهترین نتیجه          |
| آمریکای شمالی (۹ تیم)  | آمریکای شمالی (۹ تیم) | آمریکای شمالی (۹ تیم) | آمریکای شمالی (۹ تیم)                                 | آمریکای شمالی (۹ تیم) | آمریکای شمالی (۹ تیم) | آمریکای شمالی (۹ تیم) |
| ---------------------- | --------------------- | --------------------- | ----------------------------------------------------- | --------------------- | --------------------- | --------------------- |
| مکزیک ۴ سهمیه          | لئون                  | A                     | قهرمان فصل پایانی ۲۰۱۳ و فصل آغازین ۲۰۱۴              | اولین                 | –                     | –                     |
| مکزیک ۴ سهمیه          | آمریکا                | B                     | نایب قهرمان فصل پایانی ۲۰۱۳                           | دومین                 | ۱۴–۲۰۱۳               | مرحله گروهی           |
| مکزیک ۴ سهمیه          | پاچوکا                | A                     | نایب قهرمان فصل آغازین ۲۰۱۴                           | دومین                 | ۱۰–۲۰۰۹               | قهرمان                |
| مکزیک ۴ سهمیه          | کروز آزول             | B                     | غیر فینالیست با بهترین رکورد فصل عادی فصل پایانی ۲۰۱۴ | پنجمین                | ۱۴–۲۰۱۳               | قهرمان                |
| ایالات متحده ۴ سهمیه   | اسپورتینگ کانزاس‌سیتی  | A                     | قهرمان جام ام‌ال‌اس ۲۰۱۳                                | دومین                 | ۱۴–۲۰۱۳               | یک‌چهارم نهایی         |
| ایالات متحده ۴ سهمیه   | نیویورک رد بولز       | A                     | قهرمان ساپورترز شیلد ۲۰۱۳                             | دومین                 | ۱۰–۲۰۰۹               | مرحله مقدماتی         |
| ایالات متحده ۴ سهمیه   | پورتلند تیمبرز        | B                     | قهرمان کنفرانس غرب فصل عادی ام‌ال‌اس ۲۰۱۳               | اولین                 | –                     | –                     |
| ایالات متحده ۴ سهمیه   | دی‌سی یونایتد          | B                     | قهرمان جام یو اس اوپن ۲۰۱۳                            | سومین                 | ۱۰–۲۰۰۹               | مرحله گروهی           |
| کانادا ۱ سهمیه         | مونترال ایمپکت        | B                     | قهرمان مسابقات قهرمانی کانادا ۲۰۱۴                    | سومین[پ]              | ۱۴–۲۰۱۳               | یک‌چهارم نهایی         |
| آمریکای مرکزی (۱۲ تیم) |                       |                       |                                                       |                       |                       |                       |
| کاستاریکا ۲ (۱+) سهمیه | آلاخولنسه             | A                     | قهرمان فصل زمستانی ۲۰۱۳                               | پنجمین                | ۱۴–۲۰۱۳               | نیمه نهایی            |
| کاستاریکا ۲ (۱+) سهمیه | ساپریسا               | B                     | قهرمان فصل تابستانی ۲۰۱۴                              | چهارمین               | ۱۱–۲۰۱۰               | نیمه نهایی            |
| کاستاریکا ۲ (۱+) سهمیه | هردیانو               | C                     | نایب قهرمان فصل زمستانی ۲۰۱۳[ب]                       | پنجمین                | ۱۴–۲۰۱۳               | یک‌چهارم نهایی         |
| هندوراس ۲ سهمیه        | رئال اسپانیا          | B                     | قهرمان فصل پایانی ۲۰۱۳                                | سومین                 | ۱۲–۲۰۱۱               | مرحله گروهی           |
| هندوراس ۲ سهمیه        | المپیا                | A                     | قهرمان فصل آغازین ۲۰۱۴                                | هفتمین                | ۱۴–۲۰۱۳               | یک‌چهارم نهایی         |
| گواتمالا ۲ سهمیه       | کامیونیکیشنس          | A                     | قهرمان فصل پایانی ۲۰۱۳ و فصل آغازین ۲۰۱۴              | چهارمین               | ۱۴–۲۰۱۳               | یک‌چهارم نهایی         |
| گواتمالا ۲ سهمیه       | مونیسیپال             | C                     | نایب قهرمان با بهترین رکورد مجموع در فصل ۱۳–۲۰۱۲      | پنجمین                | ۱۳–۲۰۱۲               | مرحله گروهی           |
| پاناما ۲ سهمیه         | تائورو                | A                     | قهرمان فصل پایانی ۲۰۱۳                                | پنجمین                | ۱۳–۲۰۱۲               | مرحله گروهی           |
| پاناما ۲ سهمیه         | چوریلو                | C                     | قهرمان فصل آغازین ۲۰۱۴                                | دومین                 | ۱۳–۲۰۱۲               | مرحله گروهی           |
| السالوادور ۲ سهمیه     | ایسیدرو متاپان        | B                     | قهرمان فصل پایانی ۲۰۱۳ و فصل آغازین ۲۰۱۴              | هفتمین                | ۱۴–۲۰۱۳               | یک‌چهارم نهایی         |
| السالوادور ۲ سهمیه     | فاس                   | C                     | نایب قهرمان با بهترین رکورد مجموع در فصل ۱۳–۲۰۱۲      | سومین                 | ۱۳–۲۰۱۲               | مرحله گروهی           |
| نیکاراگوئه ۱ سهمیه     | رئال استیلی           | C                     | قهرمان فصل پایانی ۲۰۱۳ و فصل آغازین ۲۰۱۴              | پنجمین                | ۱۴–۲۰۱۳               | مرحله گروهی           |
| کارائیب (۳ تیم)        |                       |                       |                                                       |                       |                       |                       |
| پورتوریکو              | بایامون               | C                     | برنده گروه ۱ جام باشگاه‌های کارائیب ۲۰۱۴[الف]          | اولین                 | –                     | –                     |
| جامائیکا               | واترهاوس              | C                     | برنده گروه ۲ جام باشگاه‌های کارائیب ۲۰۱۴[الف]          | اولین                 | –                     | –                     |
| گویان                  | آلفا یونایتد          | C                     | برنده گروه ۳ جام باشگاه‌های کارائیب ۲۰۱۴[الف]          | دومین                 | ۱۲–۲۰۱۱               | مرحله مقدماتی         |

1. ^ کارائیب: والنسیا که به مرحله نهایی جام باشگاه‌های کارائیب ۲۰۱۴ راه یافته بود، پس از آنکه فدراسیون فوتبال هائیتی به دلیل اختلاف بین باشگاه و فدراسیون، این باشگاه را به عنوان عضو فعال فدراسیون تأیید نکرد، نتوانست در این رقابت‌ها شرکت کند. پس از مشورت با کونکاکاف و سه تیم برتر هر گروه در مرحله گروهی که قرار بود در مرحله نهایی با والنسیا بازی کنند، بایامون، واترهاوس و آلفا یونایتد، به عنوان نماینده کارائیب در لیگ قهرمانان کونکاکاف ۱۵–۲۰۱۴ انتخاب شدند، مشروط بر اینکه باشگاه‌ها حداقل استانداردهای لازم برای شرکت در این مسابقات را داشته باشند. علاوه بر این، مرحله نهایی برای صرفه‌جویی در هزینه‌های سه تیم لغو شد.[۵][۶]
2. ^ کاستاریکا: از آنجایی که بلیز نمی‌توانست ورزشگاهی را فراهم کند که حداقل استانداردهای کونکاکاف را برای لیگ قهرمانان کونکاکاف برآورده کند، سهمیه‌ای که معمولاً برای بلیز در نظر گرفته شده بود، بر اساس نتایج لیگ قهرمانان کونکاکاف ۱۴–۲۰۱۳ به کاستاریکا تخصیص داده شد.[۷]
3. ^ کانادا: حضور قبلی مونترال ایمپکت در سال ۰۹–۲۰۰۸ با تیم قبلی فرنچایز با همین نام انجام شد که در دسته اول یواس‌ال بازی می‌کرد. باشگاه فعلی ام‌ال‌اس در سال ۲۰۱۲ شروع به بازی کرد.

## قرعه کشی
قرعه کشی مرحله گروهی در ۲۸ مه ۲۰۱۴ در دورل، فلوریدا، ایالات متحده برگزار شد.
۲۴ تیم در هشت گروه سه تیمی قرار گرفتند که هر گروه شامل یک تیم از هر سه گلدان بود. تخصیص تیم‌ها در گلدان‌ها بر اساس اتحادیه ملی و جایگاه انتخابی آنها بود. تیم‌های یک انجمن (به استثنای تیم‌های «عام» که جایگزین تیمی از یک انجمن دیگر می‌شوند) نمی‌توانستند با یکدیگر در مرحله گروهی قرعه‌کشی شوند، و هر گروه تضمین شده بود که دارای تیمی از ایالات متحده یا مکزیک باشد، به این معنی که تیم‌های ایالات متحده و مکزیک نمی‌توانند در مرحله گروهی با یکدیگر بازی کنند.
| گلدان A    | گلدان A      | گلدان A              | گلدان A           |
| ---------- | ------------ | -------------------- | ----------------- |
| لئون       | پاچوکا       | اسپورتینگ کانزاس‌سیتی | نیویورک رد بولز   |
| آلاخولنسه  | المپیا       | کامیونیکیشنس         | تائورو            |
| گلدان B    |              |                      |                   |
| آمریکا     | کروز آزول    | پورتلند تیمبرز       | دی‌سی یونایتد      |
| ساپریسا    | رئال اسپانیا | ایسیدرو متاپان       | مونترال ایمپکت[†] |
| گلدان C    |              |                      |                   |
| مونیسیپال  | فاس          | چوریلو               | رئال استیلی       |
| هردیانو[‡] | بایامون      | واترهاوس             | آلفا یونایتد      |

نکات
1. ^ † هویت نماینده کانادا در زمان قرعه‌کشی مشخص نبود، زیرا فینال مسابقات قهرمانی کانادا ۲۰۱۴ هنوز برگزار نشده بود.
2. ^ ‡ بلموپان بندیتس (بلیز) در زمان قرعه‌کشی وارد مسابقات شدند، اما بعداً پس از عدم رعایت الزامات ورزشگاه، توسط هردیانو (کاستاریکا) جایگزین شدند.

## برنامه مسابقات
برنامه مسابقات به شرح زیر است:
| مرحله         | دور           | بازی رفت           | بازی برگشت         |
| ------------- | ------------- | ------------------ | ------------------ |
| مرحله گروهی   | هفته ۱        | ۵–۷ اوت ۲۰۱۴       | ۵–۷ اوت ۲۰۱۴       |
| مرحله گروهی   | هفته ۲        | ۱۹–۲۱ اوت ۲۰۱۴     | ۱۹–۲۱ اوت ۲۰۱۴     |
| مرحله گروهی   | هفته ۳        | ۲۶–۲۸ اوت ۲۰۱۴     | ۲۶–۲۸ اوت ۲۰۱۴     |
| مرحله گروهی   | هفته ۴        | ۱۶–۱۸ سپتامبر ۲۰۱۴ | ۱۶–۱۸ سپتامبر ۲۰۱۴ |
| مرحله گروهی   | هفته ۵        | ۲۳–۲۵ سپتامبر ۲۰۱۴ | ۲۳–۲۵ سپتامبر ۲۰۱۴ |
| مرحله گروهی   | هفته ۶        | ۲۱–۲۳ اکتبر ۲۰۱۴   | ۲۱–۲۳ اکتبر ۲۰۱۴   |
| مرحله قهرمانی | یک‌چهارم نهایی | ۲۴–۲۶ فوریه ۲۰۱۵   | ۳–۵ مارس ۲۰۱۵      |
| مرحله قهرمانی | نیمه نهایی    | ۱۷–۱۸ مارس ۲۰۱۵    | ۷–۸ آوریل ۲۰۱۵     |
| مرحله قهرمانی | فینال         | ۲۲ آوریل ۲۰۱۵      | ۲۹ آوریل ۲۰۱۵      |

## مرحله گروهی
در مرحله گروهی هر گروه به نوبت‌گردشی برگزار شد. تیم‌های برتر هر گروه به مرحله قهرمانی راه یافتند.
تساوی‌شکن‌ها
1. تعداد امتیازات بیشتر در مسابقات بین تیم‌های مربوطه
2. تفاضل گل بیشتر در مسابقات بین تیم‌های مربوطه
3. تعداد گل‌های زده شده خارج از خانه در بازی‌های بین تیم‌های مربوطه بیشتر است
4. اگر دو یا چند تیم همچنان مساوی هستند، سه معیار اول دوباره اعمال می‌شود
5. تفاضل گل بیشتر در تمام مسابقات گروهی
6. تعداد گل‌های زده شده بیشتر در بازی‌های گروهی
7. تعداد گل‌های زده خارج از خانه بیشتر در تمام بازی‌های گروهی
8. قرعه کشی

### گروه ۱
| رتبه | تیم          | بازی | برد | مساوی | باخت | گل زده | گل خورده | گل تفاضل | امتیاز | صلاحیت                |     | PAC | MUN | ESP |
| ---- | ------------ | ---- | --- | ----- | ---- | ------ | -------- | -------- | ------ | --------------------- | --- | --- | --- | --- |
| ۱    | پاچوکا       | ۴    | ۳   | ۰     | ۱    | ۱۷     | ۸        | ۹+       | ۹      | صعود به مرحله قهرمانی |     | —   | ۴–۱ | ۴–۱ |
| ۲    | مونیسپیال    | ۴    | ۱   | ۱     | ۲    | ۸      | ۱۲       | ۴−       | ۴      |                       |     | ۳–۷ | —   | ۳–۰ |
| ۳    | رئال اسپانیا | ۴    | ۱   | ۱     | ۲    | ۵      | ۱۰       | ۵−       | ۴      |                       | ۳–۲ | ۱–۱ | —   |     |

1. 1 2  مونیسیپال بر اساس امتیازات کسب شده در بازی‌های رو در رو (۴–۱) بالاتر از رئال اسپانیا قرار گرفت.

### گروه ۲
| رتبه | تیم                  | بازی | برد | مساوی | باخت | گل زده | گل خورده | گل تفاضل | امتیاز | صلاحیت                |     | SAP | SKC | EST |
| ---- | -------------------- | ---- | --- | ----- | ---- | ------ | -------- | -------- | ------ | --------------------- | --- | --- | --- | --- |
| ۱    | ساپریسا              | ۴    | ۲   | ۱     | ۱    | ۷      | ۴        | ۳+       | ۷      | صعود به مرحله قهرمانی |     | —   | ۲–۰ | ۳–۰ |
| ۲    | اسپورتینگ کانزاس‌سیتی | ۴    | ۲   | ۱     | ۱    | ۷      | ۴        | ۳+       | ۷      |                       |     | ۳–۱ | —   | ۳–۰ |
| ۳    | رئال استیلی          | ۴    | ۰   | ۲     | ۲    | ۲      | ۸        | ۶−       | ۲      |                       | ۱–۱ | ۱–۱ | —   |     |

1. 1 2  ساپریسا بر اساس امتیازات کسب شده در بازی‌های رو در رو (۱–۰) بالاتر از اسپورتینگ کانزاس‌سیتی قرار گرفت.

### گروه ۳
| رتبه | تیم             | بازی | برد | مساوی | باخت | گل زده | گل خورده | گل تفاضل | امتیاز | صلاحیت                |     | MTL | NYR | FAS |
| ---- | --------------- | ---- | --- | ----- | ---- | ------ | -------- | -------- | ------ | --------------------- | --- | --- | --- | --- |
| ۱    | مونترال ایمپکت  | ۴    | ۳   | ۱     | ۰    | ۶      | ۳        | ۳+       | ۱۰     | صعود به مرحله قهرمانی |     | —   | ۱–۰ | ۱–۰ |
| ۲    | نیویورک رد بولز | ۴    | ۱   | ۲     | ۱    | ۳      | ۲        | ۱+       | ۵      |                       |     | ۱–۱ | —   | ۲–۰ |
| ۳    | فاس             | ۴    | ۰   | ۱     | ۳    | ۲      | ۶        | ۴−       | ۱      |                       | ۲–۳ | ۰–۰ | —   |     |

### گروه ۴
| رتبه | تیم          | بازی | برد | مساوی | باخت | گل زده | گل خورده | گل تفاضل | امتیاز | صلاحیت                |     | DCU | WAT | TAU |
| ---- | ------------ | ---- | --- | ----- | ---- | ------ | -------- | -------- | ------ | --------------------- | --- | --- | --- | --- |
| ۱    | دی‌سی یونایتد | ۴    | ۴   | ۰     | ۰    | ۶      | ۱        | ۵+       | ۱۲     | صعود به مرحله قهرمانی |     | —   | ۱–۰ | ۲–۰ |
| ۲    | واترهاوس     | ۴    | ۲   | ۰     | ۲    | ۷      | ۵        | ۲+       | ۶      |                       |     | ۱–۲ | —   | ۴–۱ |
| ۳    | تائورو       | ۴    | ۰   | ۰     | ۴    | ۲      | ۹        | ۷−       | ۰      |                       | ۰–۱ | ۱–۲ | —   |     |

### گروه ۵
| رتبه | تیم            | بازی | برد | مساوی | باخت | گل زده | گل خورده | گل تفاضل | امتیاز | صلاحیت                |     | OLI | POR | ALP |
| ---- | -------------- | ---- | --- | ----- | ---- | ------ | -------- | -------- | ------ | --------------------- | --- | --- | --- | --- |
| ۱    | المپیا         | ۴    | ۳   | ۰     | ۱    | ۱۲     | ۵        | ۷+       | ۹      | صعود به مرحله قهرمانی |     | —   | ۳–۱ | ۶–۰ |
| ۲    | پورتلند تیمبرز | ۴    | ۳   | ۰     | ۱    | ۱۵     | ۶        | ۹+       | ۹      |                       |     | ۴–۲ | —   | ۶–۰ |
| ۳    | آلفا یونایتد   | ۴    | ۰   | ۰     | ۴    | ۱      | ۱۷       | ۱۶−      | ۰      |                       | ۰–۱ | ۱–۴ | —   |     |

1. 1 2  المپیا بر اساس امتیازات کسب شده در بازی‌های رو در رو (۲–۱) بالاتر از پورتلند تیمبرز قرار گرفت.

### گروه ۶
| رتبه | تیم       | بازی | برد | مساوی | باخت | گل زده | گل خورده | گل تفاضل | امتیاز | صلاحیت                |     | ALA | CAZ | CHO |
| ---- | --------- | ---- | --- | ----- | ---- | ------ | -------- | -------- | ------ | --------------------- | --- | --- | --- | --- |
| ۱    | آلاخولنسه | ۴    | ۱   | ۳     | ۰    | ۴      | ۳        | ۱+       | ۶      | صعود به مرحله قهرمانی |     | —   | ۱–۱ | ۱–۰ |
| ۲    | کروز آزول | ۴    | ۱   | ۲     | ۱    | ۵      | ۳        | ۲+       | ۵      |                       |     | ۱–۱ | —   | ۳–۰ |
| ۳    | چوریلو    | ۴    | ۱   | ۱     | ۲    | ۲      | ۵        | ۳−       | ۴      |                       | ۱–۱ | ۱–۰ | —   |     |

### گروه ۷
| رتبه | تیم            | بازی | برد | مساوی | باخت | گل زده | گل خورده | گل تفاضل | امتیاز | صلاحیت                |     | HER | LEÓ | MET |
| ---- | -------------- | ---- | --- | ----- | ---- | ------ | -------- | -------- | ------ | --------------------- | --- | --- | --- | --- |
| ۱    | هردیانو        | ۴    | ۳   | ۱     | ۰    | ۱۱     | ۴        | ۷+       | ۱۰     | صعود به مرحله قهرمانی |     | —   | ۲–۱ | ۴–۰ |
| ۲    | لئون           | ۴    | ۲   | ۱     | ۱    | ۱۰     | ۶        | ۴+       | ۷      |                       |     | ۱–۱ | —   | ۴–۱ |
| ۳    | ایسیدرو متاپان | ۴    | ۰   | ۰     | ۴    | ۵      | ۱۶       | ۱۱−      | ۰      |                       | ۲–۴ | ۲–۴ | —   |     |

### گروه ۸
| رتبه | تیم          | بازی | برد | مساوی | باخت | گل زده | گل خورده | گل تفاضل | امتیاز | صلاحیت                |      | AMÉ | COM | BAY |
| ---- | ------------ | ---- | --- | ----- | ---- | ------ | -------- | -------- | ------ | --------------------- | ---- | --- | --- | --- |
| ۱    | آمریکا       | ۴    | ۳   | ۱     | ۰    | ۱۹     | ۳        | ۱۶+      | ۱۰     | صعود به مرحله قهرمانی |      | —   | ۲–۰ | ۶–۱ |
| ۲    | کامیونیکیشنس | ۴    | ۲   | ۱     | ۱    | ۸      | ۳        | ۵+       | ۷      |                       |      | ۱–۱ | —   | ۵–۰ |
| ۳    | بایامون      | ۴    | ۰   | ۰     | ۴    | ۲      | ۲۳       | ۲۱−      | ۰      |                       | ۱–۱۰ | ۰–۲ | —   |     |

## مرحله قهرمانی
در مرحله قهرمانی، هشت تیم به صورت تک‌حذفی به مصاف هم رفتند. هر مسابقه به صورت دو بازی خانگی و خارج از خانه انجام شد. قانون گل‌ زده در خانه حریف در صورتی استفاده می‌شد که نتیجه بعد از وقت‌های عادی بازی برگشت مساوی باشد، اما نه بعد از وقت اضافه، بنابراین اگر نتیجه بعد از وقت اضافه بازی دوم مساوی بود، برنده در ضربات پنالتی مشخص می‌شود.

### سیدبندی
تیم‌های صعود کرده در مرحله قهرمانی با توجه به نتایج خود در مرحله گروهی از ۱ تا ۸ رده بندی شدند.

| Seed | گروه | تیم            | بازی | برد | مساوی | باخت | گل زده | گل خورده | گل تفاضل | امتیاز |
| ---- | ---- | -------------- | ---- | --- | ----- | ---- | ------ | -------- | -------- | ------ |
| ۱    | ۴    | دی‌سی یونایتد   | ۴    | ۴   | ۰     | ۰    | ۶      | ۱        | ۵+       | ۱۲     |
| ۲    | ۸    | آمریکا         | ۴    | ۳   | ۱     | ۰    | ۱۹     | ۳        | ۱۶+      | ۱۰     |
| ۳    | ۷    | هردیانو        | ۴    | ۳   | ۱     | ۰    | ۱۱     | ۴        | ۷+       | ۱۰     |
| ۴    | ۳    | مونترال ایمپکت | ۴    | ۳   | ۱     | ۰    | ۶      | ۳        | ۳+       | ۱۰     |
| ۵    | ۱    | پاچوکا         | ۴    | ۳   | ۰     | ۱    | ۱۷     | ۸        | ۹+       | ۹      |
| ۶    | ۵    | المپیا         | ۴    | ۳   | ۰     | ۱    | ۱۲     | ۵        | ۷+       | ۹      |
| ۷    | ۲    | ساپریسا        | ۴    | ۲   | ۱     | ۱    | ۷      | ۴        | ۳+       | ۷      |
| ۸    | ۶    | آلاخولنسه      | ۴    | ۱   | ۳     | ۰    | ۴      | ۳        | ۱+       | ۶      |

### نمودار
نمودار مرحله قهرمانی با سیدبندی به شرح زیر مشخص شد:
- مرحله یک‌چهارم نهایی: سید ۱ در مقابل سید ۸ (چ‌ن۱)، سید ۲ در مقابل سید ۷ (چ‌ن۲)، سید ۳ در برابر سید ۶ (چ‌ن۳)، سید ۴ در برابر سید ۵ (چ‌ن۴)، و ‌سیدهای ۱ تا ۴ میزبان بازی برگشت هستند
- نیمه نهایی: برنده چ‌ن۱ در مقابل برنده چ‌ن۴ (ن‌ن۱)، برنده چ‌ن۲ در مقابل برنده چ‌ن۳ (ن‌ن۲)، و برندگان چ‌ن۱ و ‌چ‌ن۲ میزبان بازی برگشت هستند
- فینال: برنده ن‌ن۱ در مقابل برنده ن‌ن۲، و برنده ‌‌ن‌ن۱ میزبان بازی برگشت است

|  | یک‌چهارم نهایی | یک‌چهارم نهایی         | یک‌چهارم نهایی | یک‌چهارم نهایی  | یک‌چهارم نهایی |   |           | نیمه نهایی            | نیمه نهایی | نیمه نهایی | نیمه نهایی | نیمه نهایی |  |  | فینال | فینال  | فینال | فینال | فینال |
|  |               |                       |               |                |               |   |           |                       |            |            |            |            |  |  |       |        |       |       |       |
|  | ۶             | المپیا                | ۱             | ۰              | ۱             |   |           |                       |            |            |            |            |  |  |       |        |       |       |       |
|  | ۳             | هردیانو               | ۱             | ۲              | ۳             |   |           |                       |            |            |            |            |  |  |       |        |       |       |       |
|  | ۳             | هردیانو               | ۱             | ۲              | ۳             |   | ۳         | هردیانو               | ۳          | ۰          | ۳          |            |  |  |       |        |       |       |       |
|  |               |                       |               |                |               |   | ۳         | هردیانو               | ۳          | ۰          | ۳          |            |  |  |       |        |       |       |       |
|  |               | ۲                     | آمریکا        | ۰              | ۶             | ۶ |           |                       |            |            |            |            |  |  |       |        |       |       |       |
|  | ۷             | ۲                     | آمریکا        | ۰              | ۶             | ۶ | ساپریسا   | ۰                     | ۰          | ۰          |            |            |  |  |       |        |       |       |       |
|  | ۷             |                       |               |                |               |   | ساپریسا   | ۰                     | ۰          | ۰          |            |            |  |  |       |        |       |       |       |
|  | ۲             | آمریکا                | ۳             | ۲              | ۵             |   |           |                       |            |            |            |            |  |  |       |        |       |       |       |
|  |               |                       |               |                |               |   |           |                       |            |            |            |            |  |  | ۲     | آمریکا | ۱     | ۴     | ۵     |
|  |               |                       | ۴             | مونترال ایمپکت | ۱             | ۲ | ۳         |                       |            |            |            |            |  |  |       |        |       |       |       |
|  | ۵             | پاچوکا                | ۲             | ۱              | ۳             |   |           |                       |            |            |            |            |  |  |       |        |       |       |       |
|  | ۴             | مونترال ایمپکت (گ.ز.) | ۲             | ۱              | ۳             |   |           |                       |            |            |            |            |  |  |       |        |       |       |       |
|  | ۴             | مونترال ایمپکت (گ.ز.) | ۲             | ۱              | ۳             |   | ۴         | مونترال ایمپکت (گ.ز.) | ۲          | ۲          | ۴          |            |  |  |       |        |       |       |       |
|  |               |                       |               |                |               |   | ۴         | مونترال ایمپکت (گ.ز.) | ۲          | ۲          | ۴          |            |  |  |       |        |       |       |       |
|  |               | ۸                     | آلاخولنسه     | ۰              | ۴             | ۴ |           |                       |            |            |            |            |  |  |       |        |       |       |       |
|  | ۸             | ۸                     | آلاخولنسه     | ۰              | ۴             | ۴ | آلاخولنسه | ۵                     | ۱          | ۶          |            |            |  |  |       |        |       |       |       |
|  | ۸             |                       |               |                |               |   | آلاخولنسه | ۵                     | ۱          | ۶          |            |            |  |  |       |        |       |       |       |
|  | ۱             | دی‌سی یونایتد          | ۲             | ۲              | ۴             |   |           |                       |            |            |            |            |  |  |       |        |       |       |       |

### یک‌چهارم نهایی
| تیم ۱     | نتیجه نهایی | تیم ۲          | بازی رفت | بازی برگشت |
| --------- | ----------- | -------------- | -------- | ---------- |
| آلاخولنسه | ۶–۴         | دی‌سی یونایتد   | ۵–۲      | ۱–۲        |
| ساپریسا   | ۰–۵         | آمریکا         | ۰–۳      | ۰–۲        |
| المپیا    | ۱–۳         | هردیانو        | ۱–۱      | ۰–۲        |
| پاچوکا    | ۳–۳ (گ.ز.)  | مونترال ایمپکت | ۲–۲      | ۱–۱        |

### نیمه نهایی
| تیم ۱          | نتیجه نهایی | تیم ۲     | بازی رفت | بازی برگشت |
| -------------- | ----------- | --------- | -------- | ---------- |
| مونترال ایمپکت | ۴–۴ (گ.ز.)  | آلاخولنسه | ۲–۰      | ۲–۴        |
| هردیانو        | ۳–۶         | آمریکا    | ۳–۰      | ۰–۶        |

### فینال
| تیم ۱  | نتیجه نهایی | تیم ۲          | بازی رفت | بازی برگشت |
| ------ | ----------- | -------------- | -------- | ---------- |
| آمریکا | ۵–۳         | مونترال ایمپکت | ۱–۱      | ۴–۲        |

| قهرمان لیگ قهرمانان کونکاکاف ۱۵–۲۰۱۴ |
| ------------------------------------ |
| مکزیک                                |
| آمریکا ششمین عنوان                   |

## جوایز
| جوایز                 | بازیکن                    | تیم            |
| --------------------- | ------------------------- | -------------- |
| توپ طلایی             | داریو بندتو               | آمریکا         |
| کفش طلایی             | داریو بندتو اوریبه پرالتا | آمریکا         |
| دستکش طلایی           | ایوان بوش                 | مونترال ایمپکت |
| بازیکن جوان           | مارتین زونیگا             | آمریکا         |
| جایزه بازی جوانمردانه | —                         | پاچوکا         |

## گلزنان برتر
| رتبه | بازیکن           | باشگاه         | گل |
| ---- | ---------------- | -------------- | -- |
| ۱    | داریو بندتو      | آمریکا         | ۷  |
| ۱    | اوریبه پرالتا    | آمریکا         | ۷  |
| ۳    | آریل ناهولپان    | پاچوکا         | ۵  |
| ۳    | آریل رودریگز     | ساپریسا        | ۵  |
| ۳    | یندریک رویز      | هردیانو        | ۵  |
| ۳    | مارتین زونیگا    | آمریکا         | ۵  |
| ۷    | رولاندو بلکبرن   | کامیونیکیشنس   | ۴  |
| ۷    | مارکو دی وایو    | مونترال ایمپکت | ۴  |
| ۷    | فابیان اسپیندولا | دی‌سی یونایتد   | ۴  |
| ۷    | آنتونی لوزانو    | المپیا         | ۴  |